# Микроспора
Микроспора (греч. микрос — малый, спора — семя) — гаплоидная половая клетка растения, образующаяся в результате мейоза клеток в пыльцевых гнездах пыльника (спорангиях). Из микроспоры развивается мужской гаметофит — пыльцевое зерно.
Каждая микроспора дважды делится путем митоза. В результате первого деления образуются две клетки: вегетативная и генеративная. Генеративная клетка делится на два спермия при попадании на рыльце пестика (покрытосеменные). Таким образом, созревший мужской гаметофит (пыльцевое зерно) состоит из двух клеток: вегетативной и генеративной.
Микроспора у голосеменных выглядит немного иначе: пыльцевое зерно (пыльца) уже состоит из вегетативной клетки и двух спермиев. Все три клетки попадают на женскую шишку, в отличие от покрытосеменных, где на пестик попадает только 2 клетки (вегетативная и генеративная).